# Seleção Senegalesa de Futebol de Areia
A Seleção Senegalesa de Futebol de Areia representa Senegal nas competições internacionais de futebol de areia (ou beach soccer).

## Títulos
- Campeonato de Futebol de Areia da CAF (6): 2008, 2011, 2013, 2016, 2018 e 2021